# CouchSurfing

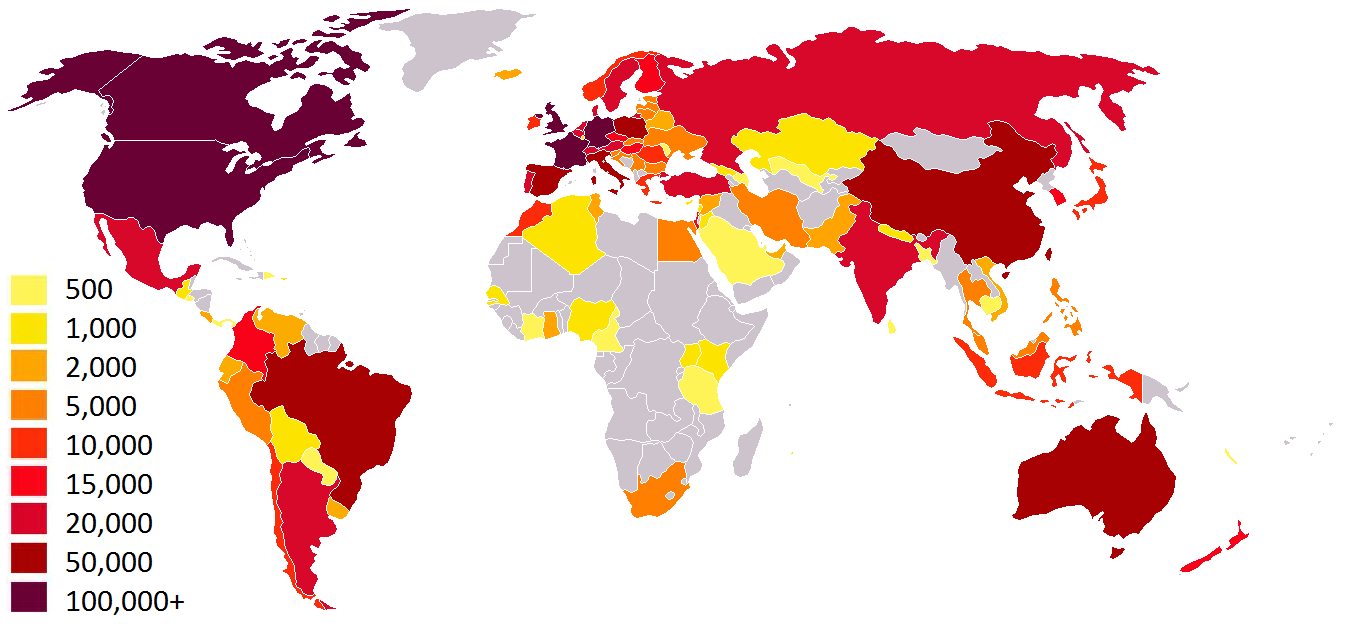
Número de Couchsurfers por país.

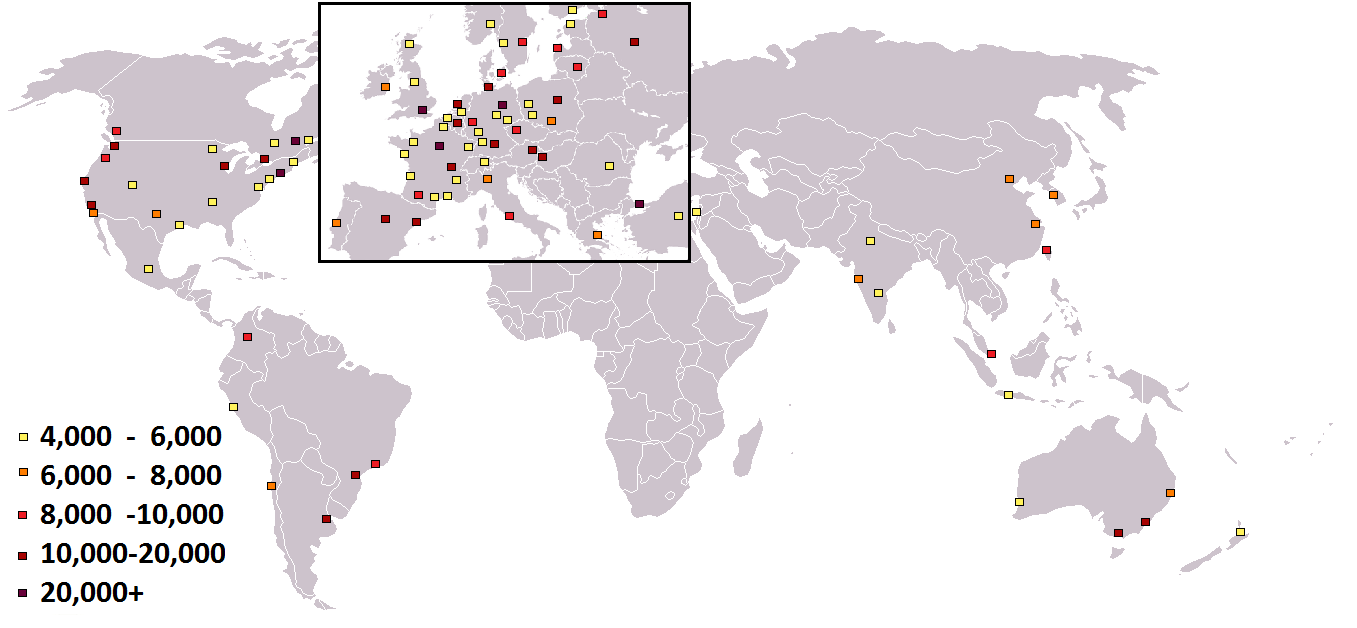
Número de Couchsurfers por ciudad.

Couchsurfing es un servicio de pago global de intercambio de alojamiento compartido, sirviendo también como red social accesible a través de un sitio web y una aplicación móvil. Los miembros pueden solicitar alojamiento público o directamente de otros miembros, utilizar la opción "hangout" para hacer encuentros con otros viajeros, o unirse y crear eventos. Los miembros configuran perfiles de usuario en los que otros miembros pueden publicar reseñas.

Antes del 2020, siempre había sido gratuito el poder crear una cuenta y disfrutar de la plataforma, pero sin previo aviso, Couchsurfing bloqueó el acceso a todos los usuarios y con la excusa de todo lo sucedido en 2020 (y aún siendo 2023), debes pagar. Por tanto, para usar la plataforma o solamente para dar de baja la cuenta, los miembros deben pagar una tarifa de aproximadamente  2,39 € / mes o 14,29 € / año, más otro pago de aproximadamente 56 €  en concepto de "verificación", y necesario a tal fin.  De esa forma, aparecen miles y miles de usuarios en la aplicación, pero la mayoría de ellos llevan, desde 2020, sin poder acceder o eliminar su perfil. Los miembros también pueden pagar un cargo único de US 60 $ para verificar su nombre e identificación, agregando una capa de seguridad extra. Por lo que, solamente para poder empezar con la aplicación, ya has pagado más de 60 $, por algo, que hasta la fecha había sido un servicio totalmente gratuito.

## Historia
Couchsurfing fue fundada en el año 2004 sin ánimo de lucro y transformada en empresa con ánimo de lucro en el año 2011. El sitio web proporciona una plataforma para que sus miembros "surfeen el sofá" del anfitrión que los aloja en su casa cuando viajan, alojar viajeros u organizar y participar en actividades.
En enero del 2012, el sitio tenía 3,7 millones de miembros. En marzo del 2013, 6 millones, en 100 000 ciudades de todo el mundo.
En agosto del 2012, Couchsurfing recibió una inversión de 15 millones de dólares del inversor General Catalyst Partners, con la participación de Menlo Ventures y los inversores Benchmark Capital y Omidyar Network. El capital social de la compañía se eleva con ello a 22,6 millones de dólares.
En el año 2020, los más de 6 millones de usuarios que utilizaban gratuitamente la plataforma, encontraron un mensaje, en el que se pedía una cuota mensual para poder acceder a la cuenta. Ello imposibilita, desde 2020, el poder dar de baja la cuenta o poder acceder a la misma. De esa forma, en 2023 siguen teniendo millones de usuarios, pero muchos de ellos es por el hecho de no poder darse de baja.

## Seguridad
La seguridad de Couchsurfing depende de tres factores principales:
1. Referencias personales: Son comentarios que otros usuarios escriben en el perfil explicando su experiencia. Pueden ser positivas, negativas o neutras. También se puede especificar el grado de amistad con la persona en cuestión.
2. Niveles de verificación: Desde el nivel básico, hasta la verificación del nombre y dirección con tarjeta de crédito.
3. Avales ("vouch"): Son credenciales que otros usuarios dan a personas de probada confianza. (Aunque actualmente ya no se pueden otorgar, aún se observa en los perfiles de las personas quienes lo obtuvieron.)

Sin embargo, la nueva estructura de la web, presentada en otoño del 2012, y su apertura a los rastreadores web y a los motores de búsqueda han hecho surgir gran preocupación por la seguridad. Un antiguo miembro crítico cuyo perfil fue borrado por la dirección de CouchSurfing publicó una captura de pantalla con búsquedas realizadas en Google en que trataba de localizar el número de teléfono de chicas que buscaban lugar donde quedarse o conocer gente a través de Couchsurfing.
Hay una serie de consejos para evitar problemas relacionados con la seguridad en Couchsurfing, por ejemplo:
- Revisar los perfiles.
- Confiar en los instintos.
- Si piensas que puedes estar incómodo con el anfitrión, hay que buscar parejas o familias.
- Comunicarse siempre con el anfitrión a través de la plataforma.
- Avisar a algún familiar o amigo de dónde se va a estar.
- No dejar cosas de valor en tu equipaje que dejes en casa de tu anfitrión, como tarjetas de crédito, pasaporte o efectivo.

## Otras plataformas de intercambio de hospitalidad
- BeWelcome
- Hospitality Club
- Pasporta Servo
- Servas (organización)
- Warm Showers
- Travel Ladies
- Host A Sister